# Christiane F.
Vera Christiane Felscherinow, mais conhecida como Christiane F. (Hamburgo, 20 de maio de 1962), é uma escritora e blogueira alemã, ex-viciada em heroína, que se tornou célebre por contribuir para o livro autobiográfico Wir Kinder vom Bahnhof Zoo, publicado e editado pela revista alemã Stern em 1978 e que descreve sua luta contra o vício durante a adolescência.

## Biografia
A jovem mudou-se para Berlim Ocidental em 1968 com os pais e com a irmã mais nova. Morou primeiramente no distrito municipal de Kreuzberg, depois no distrito municipal de Neukölln. Mas foi no bairro de Groppiusstadt, onde Christiane começou a envolver-se com as drogas ao frequentar o Grupo de Jovens. Em 1974, aos 12 anos de idade, começou a fumar haxixe e consumir medicamentos como diazepam e metaqualona, além de LSD.

### ASound
Em 1975, aos 13 anos, Christiane começou a frequentar o Sound, "a discoteca mais descolada da Europa", em Berlim. Ali conheceu Detlef (seu futuro namorado) além de Axel, Babsi, Atze, Bernd e Stella, entre outros.

### A heroína
Uma nova droga começava a circular nas cenas em Berlim. Era a heroína.  Apesar de temida pelo seu alto poder de viciar e por representar alto risco de morte, todos os amigos de Christiane acabaram viciando-se com heroína, inclusive Detlef, que era seu namorado.
Christiane inalou heroína pela primeira vez após assistir a um show de David Bowie . Tempos depois, num banheiro público na Estação Berlin Zoologischer Garten, injetou heroína (se picou) pela primeira vez. A partir daí Christiane afundaria cada vez mais no vício.

### Prostituição
À medida que o vício avançava, Christiane aos 14 anos, como todos os seus amigos, começou a se prostituir na Estação Zoo para comprar heroína. A própria Christiane relata que no início, escolhia os clientes com quem faria programa e que se limitava a masturbá-los ou praticar sexo oral. Mas com a necessidade de "se picar" três vezes ao dia, Christiane passou a aceitar qualquer cliente que se apresentasse (inclusive estrangeiros) e a praticar sexo dentro de carros. Os tempos de prostituição duraram de 1976 a 1977, quando foi presa e acusada de tráfico e consumo de drogas.

### Livro
Durante seu julgamento num tribunal de infância e juventude, os jornalistas Kai Hermann e Horst Hieck ficaram fascinados com seu depoimento sobre o vício e propuseram a ela uma entrevista que a princípio era para ser 2 horas, mas acabou se estendendo por 2 meses e deu base para o famoso livro Christiane F. – Wir Kinder vom Bahnhof Zoo. O livro foi sucesso mundial sendo lançado em vários países. Com o sucesso do livro, Christiane ficou mundialmente famosa e até passou um tempo "limpa", garantindo estar livre das drogas. Mas em 1983, a polícia a prendeu no apartamento de um traficante em Berlim. Nesta época concedeu uma entrevista à revista alemã Stern, confessando que nunca havia realmente largado a heroína. Esta entrevista foi publicada no Brasil pela extinta revista Manchete em 1984.

### Após o livro
A maioria dos amigos de Christiane morreram, vítimas da heroína, e entre eles sua amiga Babsi (Babette D.) que com 14 anos foi a mais jovem vítima da heroína, além de Andreas W. (Atze) — que deixou uma carta de conselhos aos jovens alertando sobre o perigo da heroína —, e Axel, ambos com 17.
Christiane sobreviveu, mas nunca conseguiu se livrar do vício. Aos 45 anos, tomava vários medicamentos, passava regularmente por sessões de terapia que não eram bem sucedidas.
Christiane tentou uma carreira musical na década de 1980, sem maiores repercussões.
Tem hepatite C e problemas circulatórios. Os médicos, além de afirmarem que, devido a eles, ela pode ter uma crise súbita, dizem também que seu estado é irreversível. Em dezembro de 2005, o serviço público de saúde alemão registrou duas internações da paciente.
Christiane passou um período morando num apartamento simples em Berlim com dois tios e com o filho, Jan-Niklas.
Detlef também sobreviveu e trabalha como motorista de ônibus em Berlim. Mora com sua esposa e dois filhos e garante que se livrou das drogas em 1980.

### De volta às drogas pesadas
Aos 46 anos voltou a usar drogas pesadas, segundo jornais alemães. Seu filho Jan-Nicklas, à época com 11 anos, vivia numa instituição para menores nas redondezas de Berlim, e os avós iriam ajudar a decidir onde seria a sua futura morada.
O novo drama de Christiane começou no início de 2008, quando ela e o namorado decidiram emigrar para os Países Baixos levando a criança. Ao ter conhecimento do plano, a justiça alemã tomou a criança da mãe, com a ajuda da polícia. Pouco tempo depois, ela sequestrou o próprio filho e fugiu para Amesterdã. Na capital holandesa, Christiane voltou a consumir heroína.
Após uma briga com o namorado, Christiane regressou no final de junho de 2008 à Alemanha, quando seu filho foi retirado de sua guarda pelas autoridades alemãs

### Atualmente
Aos 54 anos, com a ajuda da escritora e jornalista Sonja Vukovic, lançou um novo livro, “Christiane F. - Mein Zweites Leben” ("Christiane F. - A vida apesar de tudo"), onde conta a sequência de sua vida, passando pelo retorno às drogas e sua superação, nascimento de seu filho, seu trabalho em uma instituição de apoio à recuperação de jovens dependentes, além de contar seu atual momento. A protagonista alega sua consciência de explicar para o público a continuação de sua história como motor da nova obra, destacando sua sobrevivência, perda de amigos e o que se seguiu ao primeiro livro. Christiane também lançou um site oficial, um perfil no Facebook e é blogueira da revista Stern, a mesma que revelou sua história ao mundo.

## Discografia
- "Wunderbar" (1982)
- "Gesundheit!" (12"): Posh Boy (1982)
- "CHRISTIANA - Final Church" (maxi-single, 1982)
- "Wunderbar / Health Dub" (12"): Playhouse (2003)